# Palazzo Barbarigo Nani Mocenigo
Palazzo Barbarigo Nani Mocenigo è un palazzo di Venezia, situato nel sestiere di Dorsoduro, lungo la fondamenta Nani sul rio San Trovaso, presso il campo omonimo.

## Storia
Il palazzo risale al Quattrocento e fu residenza della famiglia Barbarigo.
Fece parte della dote che Elena Barbarigo, figlia del doge Agostino, portò al marito Giorgio Nani. Da questi passò al figlio Bernardo, capostipite del ramo di famiglia detto "di San Trovaso".
Nella prima metà dell'Ottocento i Nani "di San Trovaso" si estinsero e il complesso divenne dimora dei lontani parenti Nani Mocenigo che in precedenza abitavano in un palazzo sulla fondamenta di Cannaregio.
Parte dell'edificio appartiene tuttora a questa famiglia, mentre la restante è stata acquistata dall'università Ca' Foscari che ne ha fatto sede del "Dipartimento di Italianistica", con annessa biblioteca. Dal 2007 il polo umanistico della facoltà di Lettere e Filosofia è stato concentrato a palazzo Malcanton Marcorà e il palazzo è rimasto vuoto, venendo talvolta affittato a turisti "di fascia alta".

## Architettura
Il palazzo è un perfetto esempio di edificio in stile gotico veneziano tre-quattrocentesco, secondo un'impostazione che ha il suo apice in Ca' Bernardo.

La facciata, su tre livelli con mezzanino, al piano terra si apre attraverso due portali gotici, uno centrale e uno, più piccolo, a sinistra. I due piani nobili hanno, centrate tra due coppie di monofore ogivali, due quadrifore sovrapposte balaustrate.
Sulla parte destra del tetto è presente una terrazza, con vista su San Trovaso e l'area del Canale della Giudecca.